# Поверх газоносності
Поверх газоносності (рос. этаж газоносности, англ. gas column, gas-bearing layer, gas-bearing level, нім. erdgas-führendes Stockwerk n, gasführendes Stockwerk n) — відстань по вертикалі від найвищої точки газового покладу до ГВК, а в газонафтових покладах до ГНК. 
У разі масивного багатопластового газового покладу з гідродинамічним зв'язком продуктивних пластів поверх газоносності — відстань від вищої точки верхнього покладу до ГВК нижнього. 
У процесі експлуатації газового покладу при наявності водонапірного режиму після відбору 20-50% запасів газу поверх газоносності може зменшуватися. Це пов'язано з надходженням до газового покладу підошовної води, яка приводить до зменшення об'єму пласта, зайнятого газом, і відповідно П. г. 
При експлуатації газонафтових покладів у процесі первинного відбору нафти поверх газоносності може збільшуватися. Це відбувається за рахунок енергії газу, який розширюється при зниженні тиску в нафтовій частині газонафтового покладу і відсутності просування підошовних вод. Межі П. г. визначають в основному за даними електричного, термометричного і радіоактивного каротажу.